# Крапивище
Крапивище (укр. Кропивище) — село в Матеевецкой сельской общине Коломыйского района Ивано-Франковской области Украины.
Население по переписи 2001 года составляло 479 человек. Занимает площадь 7,755 км². Почтовый индекс — 78282. Телефонный код — 03433.